# Arapoviće
Arapoviće (em cirílico: Араповиће) é uma vila da Sérvia localizada no município de Tutin, pertencente ao distrito de Réscia, na região de Stari Vlah, Ráscia e Sanjaco. A sua população era de 48 habitantes segundo o censo de 2011.

## Demografia
| 1948 | 1953 | 1961 | 1971 | 1981 | 1991 | 2002 | 2011 |
| ---- | ---- | ---- | ---- | ---- | ---- | ---- | ---- |
| 190  | 212  | 255  | 164  | 185  | 160  | 61   | 48   |